# ابوالعباس ثعلب
احمد بن یحیی شیبانی شهرت‌یافته به ابوالعبّاسِ ثَعلَب، همچنین ثعلبِ نحوی (۸۱۵-۹۰۴) زبان‌شناس برجستهٔ عربی در سدهٔ سوم قمری بود.

## زندگی
نسبش «ابوالعباس احمد بن یحیی بن یسار شیبانی بغدادی» ذکر کرده‌اند. در ربیع‌الاول ۲۰۰ق/اکتبر ۸۱۵م در بغداد زاده شد. از ۲۱۸ تا ۲۲۵ق نزد الفراء علم آموخت سپس ده سال شاگردی ابن اعرابی نمود (۲۲۵–۲۳۵ق). از ابن اعرابی بسیار علم لغت آموخت. نحو را از سلمة بن عاصم گرفت و نیز نزد محمد بن حبیب و ابوالعباس مبرد به فراگیری پرداخت.
ثعلب در پایان عمر ناشنوا شد، در ۱۶ جمادی‌الثانی ۲۹۱ق پس از نماز عصر از مسجد بدرآمد، اسبی او را صدمه زد و جمسش را خُرد ساخت. ثعلب فردایش درگذشت. او را پرهیزکار و دیندار وصف نموده‌اند.

## آثار
- معانی القرآن
- إعراب القرآن
- الوقف و الإبتداء
- المصون
- کتاب الفصیح
- حدّ النحو
- اختلاف النحویین
- التصغیر
- ما ینصرف و ما لاینصرف
- الأمثال
- شرح دیوان زهیر
- دیوان ابن الدِّمینة
- الأمالی یا «مجالس ثعلب»